# Applecross-Formation
Die Applecross-Formation ist eine geologische Formation des Hebriden-Terrans im Nordwesten Schottlands. Ihre Ablagerung erfolgte während des Toniums im Neoproterozoikum.

## Etymologie

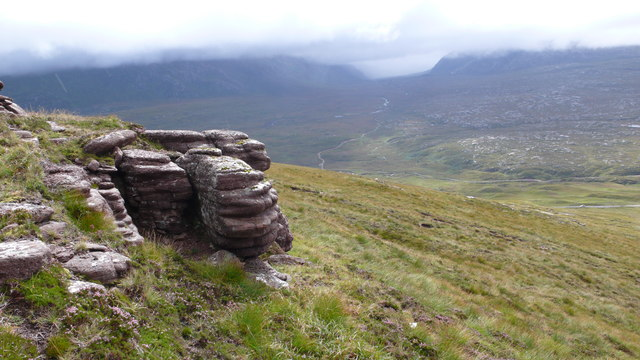
Anstehender Sandstein der Applecross-Formation entlang der Aufstiegsroute zum Farrmheall, im Hintergrund Srath Dionard mit Cranstackie (links) und Foinaven (rechts) in Wolken

Die Applecross-Formation ist nach ihrer Typlokalität Applecross an der Nordwestküste Schottlands benannt. Der Name Applecross ist eine Anglifizierung. Er geht vielmehr auf die Pikten zurück, bei denen er Aporcrosan lautete. Apor ist eine Flussmündung, in diesem Fall des Crossans. Das Äquivalent im Schottisch-Gälischen ist Obar Crosain. Eine weitere Bezeichnung für Applecross im Schottisch-Gälischen ist A’ Chomraich – was als „Sanktuarium“ oder „heiliger Bezirk“ übersetzt werden kann.

## Verbreitung
Die Applecross-Formation findet sich – als Bestandteil des Hebriden-Terrans – in den Northwest Highlands in einem knapp 200 Kilometer langen und maximal 30 Kilometer breiten Gürtel, der vom Cape Wrath im äußersten Norden bis hinunter nach Rùm reicht. Sie liegt westlich der kaledonischen Moine Thrust Zone und nimmt somit eine Vorlandposition ein.

## Stratigraphie

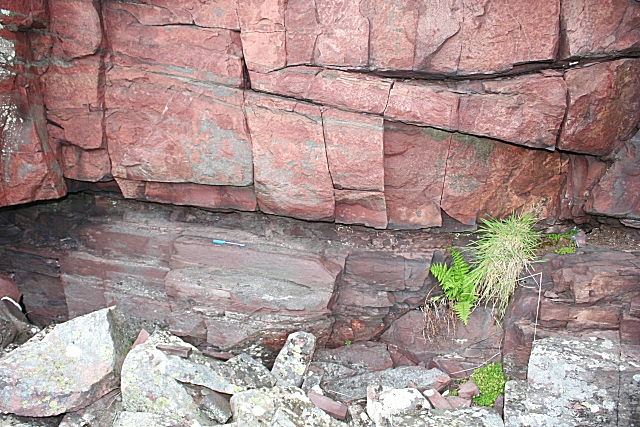
Kontakt zwischen der Diabaig-Formation im Liegenden und der Applecross-Formation darüber

Stratigraphisch gehört die Apllecross-Formation zur Torridon Group, die ihrerseits als Hangendes die Torridonian Supergroup mit aufbaut. Innerbalb der Torridon Group wird die Applecross-Formation von der Diabaig-Formation unterlagert und von der Aultbea-Formation überlagert. Der Übergang zur Diabaig-Formation erfolgt leicht diskordant. Ferner kann die Applecross-Formation ebenfalls leicht diskordant der zur Sleat Group gehörenden Kinloch-Formation aufliegen. Winkeldiskordant erscheint sie generell über der Sleat Group, der Stoer Group und den Gneisen des Lewisians.
Die Applecross-Formation wird sodann von den kambrischen Quarzareniten der Ardvreck Group erosionsdiskordant überlagert. Diese Erosionsfläche lag ursprünglich horizontal, fällt aber jetzt leicht nach Osten ein.
Die aus Nordwesten geschüttete (Schüttungsrichtung N 123), grobklastische, 3000 bis 3500 Meter mächtige Applecross-Formation (manchmal werden auch nur 2500 Meter angegeben) beendete jäh die lakustrine Diabaig-Sedimentation. Im obersten Abschnitt der Applecross-Formation wird die Sandsteinsedimentation dann feinkörniger (mittelkörniger bis feinkörniger Sandstein) und leitet zur auflagernden Aultbea-Formation konkordant und graduell über.
Die ansonst relativ konstante Mächtigkeit der Formation (um 3000 Meter) nimmt ab dem Quinag nach Norden zum Cape Wrath sukzessive bis auf etwa 500 Meter ab. Die Mächtigkeitsabnahme erfolgt anfangs recht rasch, geht aber im Rhiconich-Terran nur noch langsam vonstatten. Auch in West-Ost-Richtung parallel zur Schüttungsrichtung der Formation nimmt die Mächtigkeit kontinuierlich von zirka 3000 Meter bis auf Null ab.

### Member
Die Applecross-Formation besteht aus mehreren Membern:
- Scresort-Sandstone-Member (auf Rùm)
- Leac-Nam-Faoileann-Member (auf Soay und Skye)
- Allt-Mor-Na-H-Uamha-Member (auf Rùm)
- Allt-na-Bèiste-Member (vormals Dubh-Loch-Member – zwischen Diabaig und Gairloch)
- Rubha-Dubh-Ard-Member (Assynt bis Achiltibuie), darüber folgt das Achduart-Member
- Loch-an-Uach-Member (auf Raasay)
- Cape-Wrath-Member (im Norden um Cape Wrath und im Süden bis zum Quinag).

Die angeführten Member befinden sich vorwiegend in der Nähe der Liegendgrenze der Applecross-Formation. Sie sind meist nur von örtlicher Bedeutung und beschränkter Ausdehnung.

## Sedimentologie

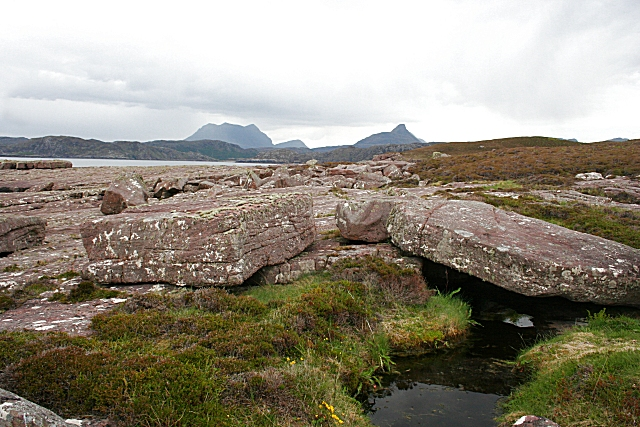
Die Applecross-Formation bei Rubh a'Choin, im Hintergrund der Cùl Mòr und der Stac Pollaidh

Bei der Applecross-Formation handelt es sich sedimentologisch vorwiegend um rotfarbene, hellrote, rotbraune bis purpurne, dickgebankte, fluviatile Arkosesandsteine, die in einer weiten Schwemmebene von hochenergetischen, zopfartig verwobenen Flussläufen (Zopfströmen) abgelagert wurden. Ihre Bankstärke schwankt von 0,5 bis 5,0 Meter. Die groben bis sehr groben, nur örtlich mittelkörnigen, schräggeschichteten Arkosesandsteine besitzen recht häufig sowohl Trog- als auch ebene, planare Schrägschichtung, wobei die Tröge den bereits angegebenen Richtungssinn ergeben. Sie zeichnen sich ferner durch eine charakteristische Geröllfraktion aus, die sich aus Gangquarz, Quarzit (manchmal mit Turmalin), Chert, Jaspis- und rhyolithischen Porphyrklasten zusammensetzt. Geröllführende Konglomerate und graue Siltsteine treten untergeordnet auf. Sehr viele Sandsteinlagen können Verformungen aufweisen, welche im unverfestigten Zustand angelegt wurden und möglicherweise auf seismisch verursachte Liquefaktion des Sediments hindeuten.
Generell wurde die Torridon Group diskordant über dem polymetamorphen Grundgebirge abgelagert. Das Grundgebirge besteht aus Gneisen des Lewisians, die stellenweise ein Paläorelief von mehreren hunderten Metern ausbilden konnten. Am Cape Wrath im Norden ist die Diskordanz dennoch sehr flach und kommt wahrscheinlich über ein peneplaniertes Hochplateau zu liegen. Die Applecross-Formation liegt hier direkt den Gneisen des Lewisians auf. Eingeschaltet finden sich gelegentlich Paläoböden, deren Verwitterungsprofile des Präkambriums zwischen 1 und 3 Meter an Mächtigkeit erlangen können.
Am Cape Wrath zeigt das Cape-Wrath-Member (der untere Abschnitt der Formation) ausfächernde Strömungsrichtungen, die durch einen riesigen Alluvialfächer (mit einem Radius von ungefähr 40 Kilometer) erklärt werden. Sein Öffnungspunkt lag in der Nähe der Minch Fault und sein Einzugsgebiet wurde mit 10.000 Quadratkilometer berechnet.
Bei einer Betrachtung des gesamten Sedimentkörpers ergibt sich folgendes Bild: Konglomerate bleiben auf das Liegende des Rhiconich Terrans im Norden beschränkt. Darüber legen sich grobkörnige Sandsteine mit Gerölllagen. Im Hangenden erscheinen hier mittelkörnige Sandsteine mit vereinzelten Geröllen. Erst südlich des Caillach Heads wird die Formation erstmals feinkörnig. Graue Tonschiefer- und Siltsteinlagen treten vorwiegend im Süden des Verbreitungsgebiets auf, finden sich aber auch südlich des Quinags.

### Akkomodationsraum
Als Akkomodationsraum der Applecross-Formation wird ein 70 bis 80, womöglich auch bis zu 100 Kilometer breites Becken angenommen, dessen Sedimenteintrag distal aus westlicher Richtung mittels eines großen Flusssystems erfolgte. Das Becken war entweder durch Grabenbruchtektonik oder durch thermisch bedingtes Einsacken entstanden. Denkbar ist auch eine zeitliche Hintereinanderschaltung – Initiation durch Rifting, worauf dann ein breites thermisches Einsacken folgte.

### Paläogeographie
Paläomagnetische Studien geben zu erkennen, dass Schottland zum Zeitpunkt der Ablagerung der Applecross-Formation in Äquatornähe auf 15 bis 20° südlicher Breite lag. Das Klima dürfte somit gemäßigt bis tropisch und gleichzeitig subhumid gewesen sein.

## Tektonik

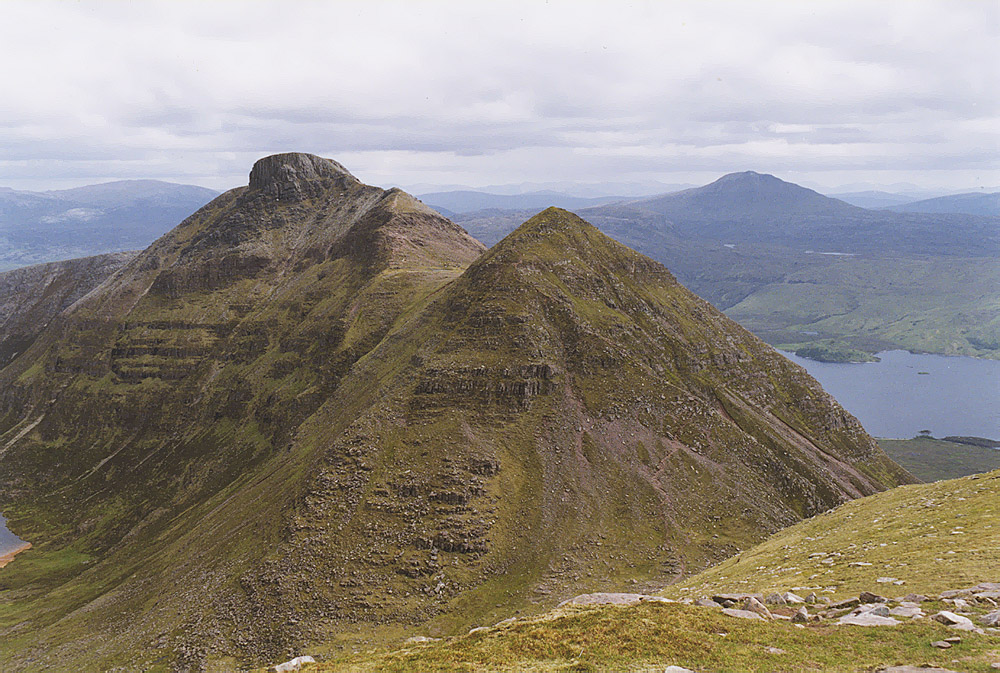
Blick vom Massiv des Quinags auf den Spidean Coinich. Gut zu erkennen die Diskordanz des leicht gen Ost einfallenden Basal Quartzite Members gegenüber den flachliegenden Gesteinen der Applecross-Formation. Der Gipfelaufschwung ist aus dem Pipe Rock Member aufgebaut.

Die Applecross-Formation ist mit Ausnahme von Verformungen des unverfestigten Sediments tektonisch so gut wie unverformt und unterlag überdies keiner nennenswerten Metamorphose. Sie fällt generell nur leicht nach Südosten ein und zeigt hierbei gleichzeitig eine ganz schwache Verfaltung (Wellung) entlang nach Nordwesten gerichteten Achsen. Diese leichte Verformung fand noch vor Ablagerung der kambrischen Transgressionssedimente statt. Thermisch ist nur eine reine Versenkung dokumentiert.
Unter die oft zu beobachtenden Verformungen im noch frischen Sediment fallen übersteilte Schrägschichtungen, Rutschfalten und Entwässerungsstrukturen.

## Alter
Altersdatierungen der Applecross-Formation sind bisher nur relativ fragmentarischer Natur. Turnbull und Kollegen (1996) erhielten mit der Rubidium-Strontium-Methode ein Gesteinsalter von 977 ± 39 Millionen Jahren, das dem Tonium des Neoproterozoikums entspricht. Dies ist ein frühdiagenetisches Albitisierungsalter, das in etwa mit dem wahren Ablagerungszeitpunkt übereinstimmt. Paläomagnetische Untersuchungen von Smith und Kollegen (1983) unterstützen diesen Befund. Die jüngsten Zirkonalter fallen auf 1060 ± 18 Millionen Jahre – und stellen somit ein oberes Alterslimit dar.

### Provenanz
Provenanzstudien fanden bei Zirkonen folgende Alterspopulationen vor: 1840 bis 1777 Millionen Jahre (Orosirium und Statherium), 1679 bis 1623 Millionen Jahre (Statherium) und 1250 bis 1050 Millionen Jahre (Ectasium und Stenium). Die Alterspopulationen wurden folgenden Orogenen zugeordnet – dem Ketiliden-Gürtel, dem Labrador-Gürtel und dem Grenville-Orogen. Diese drei Gürtel befinden sich innerhalb von Rodinia, westlich des schottischen Sedimentationsraumes der Torridon Group. Dies stimmt sehr gut mit dem Paläoströmungsmuster überein, welches auf eine im Westen gelegene Quellregion hinweist. Es waren nur wenige Zirkone des Archaikums zugegen – was erstaunlicherweise darauf hindeutet, dass die Gneise des Lewisians nur sehr wenig Ausgangsmaterial beisteuerten. Die Vermutung, dass die Ausgangsgesteine vorwiegend in jüngeren Gneisen Labradors und generell des Kanadischen Schildes zu suchen sind, wird auch durch geochemische Untersuchungen gestützt.